# Xã Weller, Quận Richland, Ohio
Xã Weller (tiếng Anh: Weller Township) là một xã thuộc quận Richland, tiểu bang Ohio, Hoa Kỳ. Năm 2010, dân số của xã này là 1.780 người.